# Porta dei Vacca
Pour les articles homonymes, voir Vacca.
La Porta dei Vacca, à l'origine appelée Porta di Santa Fede, du nom de l'église voisine (désaffectée en 1926 et qui abrite aujourd'hui des bureaux municipaux ) et également surnommée Porta Sottana, par opposition à la Porta Soprana contemporaine, fait partie des ouvrages de fortification de l'enceinte génoise du XIIe siècle. Elle se compose de deux tours jumelles médiévales.  

## Histoire
La porte, accessible de l'ouest à via del Campo, a survécu au développement urbain car au XVIIe siècle, elle a été intégrée dans deux palais Rolli : la tour en amont a été annexée au palais Marc'Aurelio Rebuffo et la tour de la mer au palais Lomellini-Serra. En 1782, les tours ont été recouvertes de dalles de pierre et des fenêtres ont également été ouvertes. 
La porte a été restaurée en 1960-61 avec une intervention limitée sur la tour de la mer; par conséquent, la tour en amont a toujours le revêtement mis en œuvre par G.-B. Pellegrini en 1782 et est intégrée dans le Palazzo Serra voisin. L'autre tour a plutôt retrouvé son aspect d'origine, à l'exception de la zone cachée en liaison avec le bâtiment qui surplombe la Via Gramsci. 